# Matt Mitchell (cestista)
Matthew Antonio Mitchell jr., detto Matt (Riverside, 18 marzo 1999), è un cestista statunitense.

## Carriera
Dopo aver trascorso la carriera universitaria con gli SDSU Aztecs, il 2 agosto 2021 firma il primo contratto professionistico con lo Strasburgo. Il 24 luglio 2022 rinnova per un'ulteriore stagione con il club francese.
Il 7 luglio 2023 si trasferisce al Beşiktaş.

## Palmarès
- Campionato lituano: 1

Žalgiris Kaunas:  2024-2025
- Coppa di Lituania: 1

Žalgiris Kaunas: 2024-2025